# Jean-Jacques Lamboley

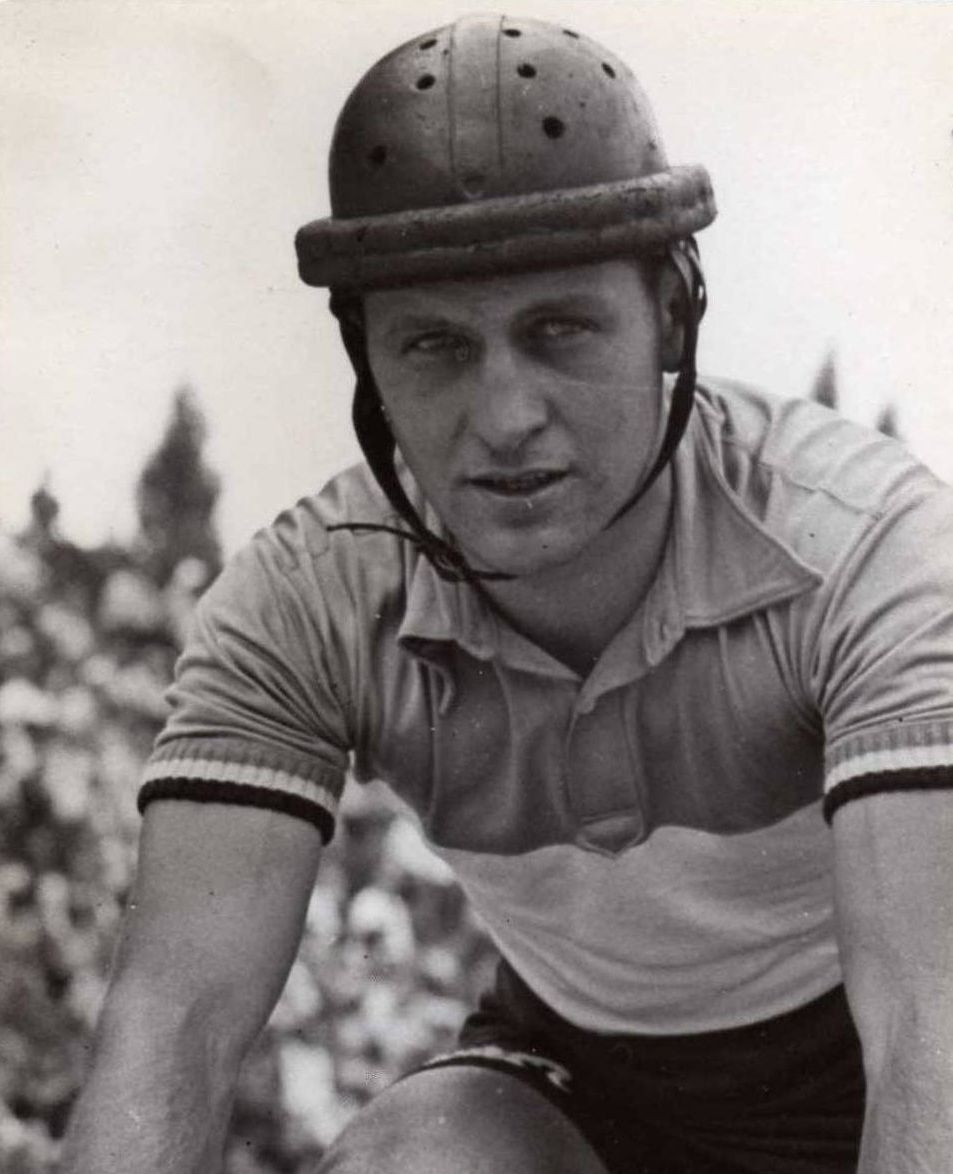
Jean-Jacques Lamboley (1950)

Jean-Jacques Lamboley (* 10. August 1920 in Hericourt; † 20. Juli 1999 in Thonon-les-Bains) war ein französischer Radrennfahrer.
1941 belegte Jean-Jacques den dritten Platz bei der Polymultiplée. Von 1946 bis 1951 war er Berufssportler und konzentrierte sich auf Steherrennen. 1947 und 1948 wurde er in dieser Disziplin französischer Meister. Bei den UCI-Bahn-Weltmeisterschaften 1947 in Paris wurde er Vize-Weltmeister der Profi-Steher, und im Jahr darauf errang er in Amsterdam den Weltmeistertitel. 1949 wurde er nochmals französischer Vizemeister der Steher.